# Лебедь (дирижабль)
«Лебедь» (фр. название - "La Russie") — дирижабль, построенный в 1909 году по российскому заказу на заводе «Lebaudy» во Франции (отсюда ещё одно встречающееся в литературе название дирижабля — «Лебоди»).
Автор проекта французский конструктор дирижаблей Анри Жюлио (Henri Julliot).